# Tondela
Tondela es una ciudad portuguesa del distrito de Viseo, región Centro y comunidad intermunicipal de Viseu Dão-Lafões, con cerca de 14 100 habitantes en su núcleo central y con aproximadamente 31 000 en su término municipal.

## Geografía
Es sede de un municipio co 373,25 km² de área y 25 914 habitantes (2021), subdividido en diecinueve freguesias. Los municipios están limitados al norte por Vouzela y por la porción sur de Oliveira de Frades, al nordeste por Viseo, al sudeste por Carregal do Sal, al sur por Santa Comba Dão, al sudoeste por Mortágua y al oeste por Águeda.

## Demografía
| Gráfica de evolución demográfica de Tondela entre 1864 y 2021 |
|                                                               |
| Datos según el nomenclátor publicado por el INE portugués.    |

## Organización territorial
El municipio de Tondela está formado por diecinueve freguesias:
- Barreiro de Besteiros e Tourigo
- Campo de Besteiros
- Canas de Santa Maria
- Caparrosa e Silvares
- Castelões
- Dardavaz
- Ferreirós do Dão
- Guardão
- Lajeosa do Dão
- Lobão da Beira
- Molelos
- Mouraz e Vila Nova da Rainha
- Parada de Gonta
- Santiago de Besteiros
- São João do Monte e Mosteirinho
- São Miguel do Outeiro e Sabugosa
- Tonda
- Tondela e Nandufe
- Vilar de Besteiros e Mosteiro de Fráguas

## Historia
En el espacio actual que ocupa el municipio, en el año 1836, está el antiguo municipio de Besteiros, cuyo nombre hoy en día está asociado a la toponimia local.